# Lomas del Garbinet
Las Lomas del Garbinet son unas lomas (o pequeñas molas) de terreno árido situadas en las afueras de la ciudad española de Alicante, en el barrio de Juan XXIII, siendo la de mayor altura (126 metros) la Loma del Garbinet o Moleta del Garbinet. El nombre de Garbinet viene del árabe hispánico ḡarbí, y este del árabe clásico ḡarbī, que significa occidente. De esta palabra deriva en castellano garbino, un viento del sudoeste. Garbinet es la adaptación valenciana en diminutivo de este viento.

## Historia
En estas lomas se han hallado indicios de asentamientos primitivos de diversas épocas, como ciertas piedras de la Edad del Bronce y del Bajo Imperio romano, grabados rupestres con motivos geométricos, algunas covachas y agujeros para sostener postes o estructuras. Están catalogadas como patrimonio cultural protegido por el Ayuntamiento de Alicante.
Desde el punto de vista geológico, dentro de esta zona se encuentra la llamada discordancia de Villafranqueza,  una estructura singular del terreno, donde quedan a la vista capas superiores del Mioceno asentadas sobre otras más antiguas del Eoceno y que se elevaron posteriormente.

## Situación actual
Se trata de un área muy erosionada e improductiva. El estado de conservación es malo y los terrenos están sin urbanizar ni edificar. En esta zona se encuentra la mayor cota altimétrica de la ciudad. 
El plan general de Alicante del año 1987, todavía vigente en 2022, pasó el suelo de urbanizable a no urbanizable. Tras un proceso judicial, finalmente, dicho cambio terminó revocándose por una sentencia del Tribunal Supremo del año 1999. Por ello, en el año 2022 está en marcha una modificación del plan parcial inicial con objeto de urbanizar la zona.